# Corso Trieste (Caserta)
Corso Trieste (o semplicemente Il Corso per i casertani) è la strada principale del centro della città di Caserta.
Si sviluppa per 1130 metri in lunghezza e 18 in larghezza, dal Monumento ai Caduti fino a piazza Carlo di Borbone, ai piedi della Reggia di Caserta, attraversando piazza Dante (chiamata anche piazza Margherita), ritenuta il "salotto" della città. Grazie a quest'ultima si congiunge a nord con via Mazzini, la via dello shopping casertano.

## Luoghi d'Interesse
- La Flora, zona della movida casertana. Si trova all'incirca alla fine del corso, nei pressi di piazza Carlo III.
- Monumento ai Caduti in Guerra, all'imbocco del Corso.
- Palazzo delle Quattro Colonne, nei pressi della Flora.

## Storia
Fu inaugurato il 30 maggio 1851 in attuazione del piano urbanistico dell'architetto Luigi Vanvitelli, allo scopo di collegare una strada che dalla Reggia menava al campo di Falciano, frazione di Caserta dove, all'epoca, aveva sede il vescovo. Il costo dell'opera fu di 34.000 ducati.

### I "nomi" del Corso
Il Corso ha subito vari cambi di denominazione negli anni: prima corso Ferdinandeo e corso Campano sotto il Regno delle Due Sicilie, poi corso Nazionale immediatamente dopo l'Unità d'Italia. Nel 1941 riassunse l'odonimo di corso Campano per poi cambiare nuovamente nome, dopo pochi anni, in corso Umberto I. Alla fine della Seconda guerra mondiale il nome fu cambiato in corso Trieste e Trento e in tempi più recenti assunse la denominazione attuale.
Nel 2014, a seguito di una mozione del Consigliere comunale Luigi Cobianchi, il consiglio comunale ha deliberato il cambio del nome in corso Ferdinando II.